# Seira pini
Seira pini is een springstaartensoort uit de familie van de Entomobryidae. De wetenschappelijke naam van de soort is voor het eerst geldig gepubliceerd in 1989 door Jordana & Arbea.